# Haus
60°27′7″N 5°29′46″Ø / 60.45194°N 5.49611°Ø
Haus er en tidligere selvstændig kommune i Hordaland fylke i Norge. Fastlandsdelen af kommunen fik i 1964 navnet Arna og er i dag del af Bergen kommune.
Haus formandskabsdistrikt blev oprettet i 1837. Området blev delt 1. januar 1870 i Haus- og Bruvik kommuner. Haus havde på dette tidspunkt 4.229 indbyggere.
1. januar 1964 blev den del af Haus som lå på øen Osterøy overført til den nye Osterøy kommune. Samtidig blev fastlandsdelen af Haus kommune omgjort til en ny kommune med navnet Arna kommune.
1. januar 1972 blev Bergen by udvidet ved at kommunerne Arna, Bergen, Fana, Laksevåg og Åsane blev én enhet. Arna kommune havde ved sammenlægningen 11.766 indbyggere.